# Estádio da ULBRA
O Mini-estádio ULBRA/Fast, ou simplesmente Estádio ULBRA/Fast, é um estádio de futebol de Manaus, no estado do Amazonas que pertence em administração conjunta ao Fast e ao Centro Universitário Luterano de Manaus, da Universidade Luterana do Brasil(ULBRA).

## História
O Fast Clube firmou em 2010 uma parceria com a ULBRA onde passaria a usufruir de suas estruturas e profissionais, além de passar a usar o nome fantasia de Fast/Ulbra. A partir desta parceria o clube passou a exercer seus treinos num campo de futebol com medidas oficiais no campus desta universidade.
Em 2014, ano de Copa do Mundo de Futebol, os estádios de Manaus encontravam-se em plena fase de construção e, com o veto ao Estádio Roberto Simonsen(SESI) por parte dos seus proprietários e também da Federação Amazonense de Futebol, os clubes da capital ficaram em apuros por causa da possível falta de um estádio para o estadual daquele ano. Nesse mesmo período, o Fast Clube iniciou a construção de uma pequena arquibancada no Centro de Treinamentos e sua adequação para jogos oficiais, inicialmente sem a pretensão de receber jogos.
A arquibancada foi construída acima de um pequeno barranco, ou seja: diretamente no solo. Ela oficialmente contava com lugares para 2 mil pessoas sentadas e um alambrado de ferro que o separava do campo. Além disso, a princípio os vestiários utilizados pelos times seriam os do Ginásio da ULBRA, há cerca de 50m deste e os utilizados pelos árbitros seriam os das unidades adjacentes. Depois, foram construídos vestiários simples ao lado do campo, imediatamente atrás dos bancos de reservas e um pequeno banheiro atrás de um dos gols.
A construção custou aos cofres do clube cerca de R$180 mil e utilizou também da estrutura preexistente no campus em complemento emergencial ao que era necessário para sua regulamentação para jogos oficiais: o estacionamento para os torcedores seria o do próprio campus e a bilheteria seria na entrada deste. Com conclusão prevista para fevereiro de 2014, o estádio foi confirmado como principal campo na capital para jogos oficiais em nível local.

### Dados técnicos
A construção durou cerca de 2 meses até a inauguração. O Projeto e a execução contaram com ajuda dos sócios e torcedores do Fast Clube e teve autoria do técnico em edificações Fábio Queiroz. A execução contou com ajuda de torcedores na forma de mãos de obra. A obra foi iniciada em 25 de Novembro de 2013 e chegou a ser paralisada em 23 de Janeiro de 2014 pelo Instituto Municipal de Ordem e Planejamento Urbano (Implurb) por considerarem que a obra estava sendo executada sem licença. Uma semana depois, em 30 de Janeiro, o mesmo órgão voltou atrás e passou a considerar a obra legal. Naquela mesma altura o estádio já havia passado por vistorias do Corpo de Bombeiros e da Polícia Militar, que o liberaram para receber partidas oficiais, o que de pronto foi marcada a partida inaugural pelo estadual.

### Dados oficiais
O Estádio foi inaugurado em 1 de fevereiro de 2014 com a partida válida pelo Campeonato Amazonense de Futebol de 2014, Fast Clube 6x2 Sul América. O estádio atendeu em caráter emergencial a partidas do Campeonato Amazonense de Futebol de 2014 como os jogos do Fast Clube, de equipes menores de Manaus e também jogos de pequena audiência do Nacional. Isso se devia à entrega dos principais estádios construídos em Manaus à FIFA para a organização da Copa do Mundo. Em 2015 o estádio também atendeu a algumas partidas de pouca atração de público para depois se dedicar a receber jogos das categorias de base. Entre as partidas lá disputadas, a mais importante foi o primeiro jogo da semifinal do segundo turno(Taça Cidade de Manaus) do estadual de 2014 entre Fast Clube e Nacional, com vitória do Fast Clube por 4x2.
Em 2015 também foi incluído pela Federação Amazonense de Futebol partidas do estadual de profissionais com menor apelo, mesmo que agora Manaus tivesse três estádios disponíveis. Atualmente, em 2022, o estádio recebe apenas jogos oficiais das categorias de base, principalmente os que envolvem o Fast Clube.